# آن بومغارتنر
آن بومغارتنر كارل (بالإنجليزية: Ann G. Baumgartner Carl)‏ (27 أغسطس 1918 - 20 مارس 2008)، طيارة أمريكية، أصبحت أول امرأة أمريكية تطير بطائرة نفاثة تابعة للقوات الجوية التابعة للجيش الأمريكي عندما طارت بمقاتلة بيل واي بيه-59إيه (Bell YP-59A) في رايت فيلد كطيارة اختبار تجريبي خلال الحرب العالمية الثانية. تم تعيينها في رايت فيلد كضابط عمليات مساعد في قسم اختبار المقاتلات وكعضو في برنامج الطيارات النساء في القوات الجوية.

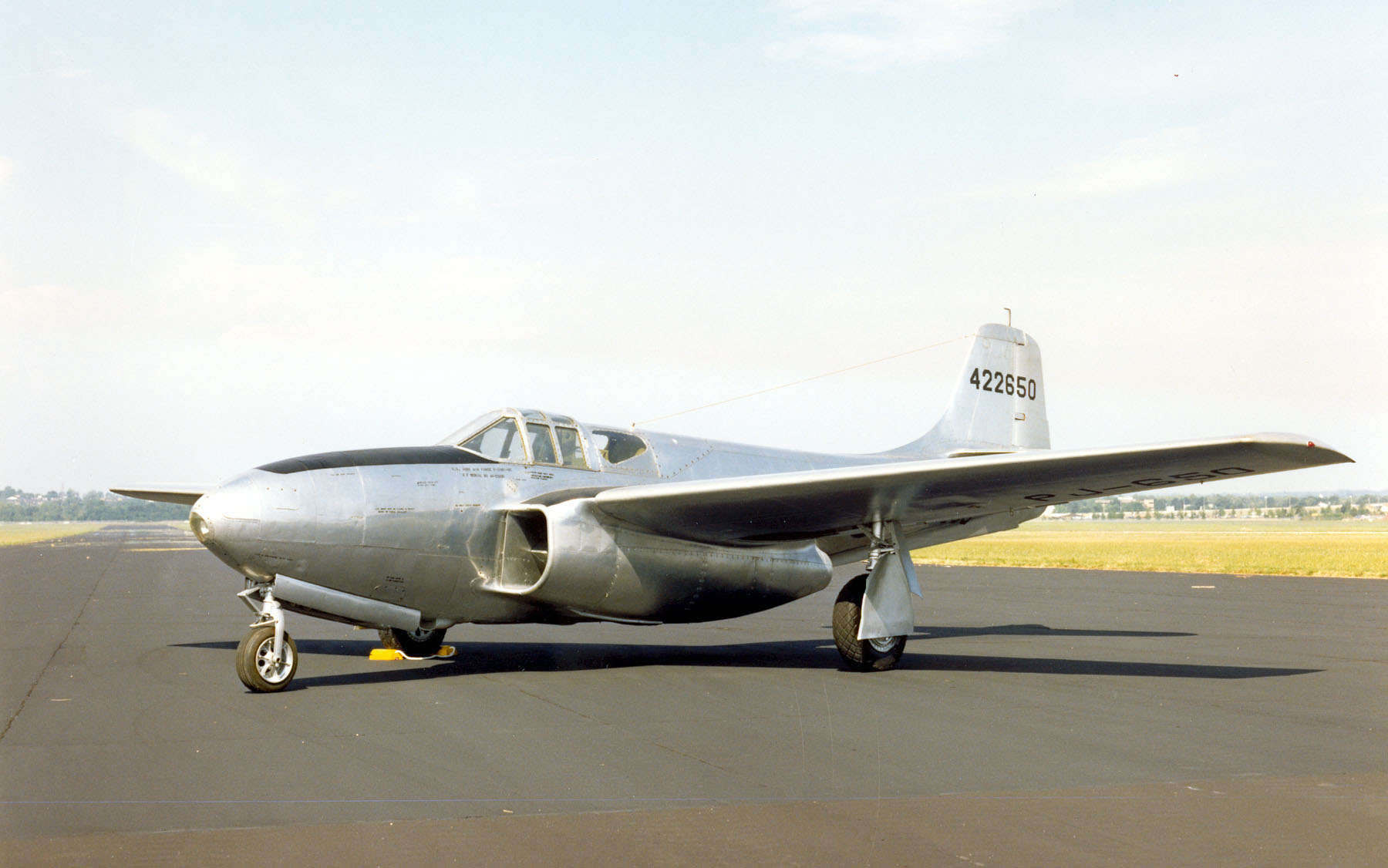
بومغارتنر كانت أول امرأة أمريكية تطير بطائرة نفاثة، من طراز بيل واي بيه-59إيه (Bell YP-59A).